# Ronald Valladares
Ronald Fernando Valladares Vergara (Concepción, Chile, 7 de octubre de 1987) es un exfutbolista chileno que se desempeñaba en el puesto de Portero, y que fue parte de la selección chilena sub-20 que fue tercera en la Copa Mundial de Fútbol Sub-20 de 2007 realizada en Canadá, hoy se encuentra jugando por Colo Colito de Barrio Norte, un equipo amateur de Concepción.

## Trayectoria
Su carrera profesional partió en 2006 en el cuadro de Fernández Vial. Es en este equipo donde es observado por José Sulantay, quien decide convocarlo a la Selección de fútbol sub-20 de Chile, para posteriormente llevarlo al Mundial de Canadá 2007 de la categoría, en calidad de tercer arquero.
En el primer semestre de 2008 es enviado a préstamo a Municipal Iquique, equipo en donde no obtuvo continuidad y fue relegado al banco de suplentes. Para el segundo semestre regresa a su club natal Fernández Vial, equipo que al final de aquella temporada descendería a la Tercera División.
En 2009 es fichado por Deportes Concepción, club en que no lograría consagrarse como portero titular. Finalmente en 2010 dejaría la institución, quedando sin club.

## Clubes
| Club                         | País  | Año       |
| ---------------------------- | ----- | --------- |
| Fernández Vial               | Chile | 2006-2008 |
| → Municipal Iquique (cedido) | Chile | 2008      |
| Deportes Concepción          | Chile | 2009-2010 |

## Polémicas
Valladares estuvo recluido por 260 días, tras ser condenado por robo con violencia. En el año 2020 fue detenido en Francia, acusado de pertenecer a una banda delictual de chilenos que cometía robos.